# Estació de Tarragona
|  | Per a altres significats, vegeu «Estació de Tarragona (desambiguació)». |

Tarragona és una estació de ferrocarril propietat d'Adif situada a la població de Tarragona, a la comarca del Tarragonès, al costat del Port de Tarragona. L'estació és l'inici o final de tres línies, la línia Tarragona-Reus-Lleida, la línia Barcelona-Vilafranca-Tarragona i la línia Tarragona - Tortosa/Ulldecona. Hi circulen trens de les línies R14, R15, R16 i R17, trens de rodalia del Camp de Tarragona de les línies RT1 i RT2 i també trens de Mitjana Distància i Llarga Distància, tots els serveis operats per Renfe Operadora. Disposa de set vies, estació de mercaderies i diverses vies per estacionar trens.
El ferrocarril va arribar a Tarragona l'any 1856 quan va entrar en servei el tram construït per la Companyia del Ferrocarril de Reus a Tarragona (posteriorment LRT) entre Tarragona i Reus. Posteriorment les dues altres línies l'any 1865, entre Martorell i Tarragona, i entre Tarragona i Tortosa. L'edifici és un exemple d'edificis que van reemplaçar els originals per construccions més funcionals que les antigues estacions.
Els trens d'Alta Velocitat no circulen per aquesta estació, sinó que ho fan per l'Estació del Camp de Tarragona, situada uns 10 km al nord de la ciutat de Tarragona. Des del 2008 els trens de llarg recorregut direcció Saragossa per la línia d'alta velocitat Madrid-Barcelona passen per l'estació del Camp de Tarragona i el 13 de gener del 2020 amb l'obertura de la variant del Corredor Mediterrani i la clausura entre Port Aventura i Vandellòs es perderen també alguns serveis de llarga distància direcció Valencia.
L'any 2016 va registrar l'entrada de 830.000 passatgers de Rodalies i Mitjana Distància.

## Línia
- Línia 200 (Madrid-Tarragona-Barcelona)
- Línia 230 (Tarragona-Lleida)
- Línia 600 (Sant Vicenç de Calders-Tarragona-València/Tortosa)

## Serveis ferroviaris
| Procedència/Destinació                     | <             | Línia         | >                                | Procedència/Destinació      |
| ------------------------------------------ | ------------- | ------------- | -------------------------------- | --------------------------- |
| Rodalia del Camp de Tarragona              |               |               |                                  |                             |
| Reus                                       | Vila-Seca     | thumbnail RT1 | terminal                         | terminal                    |
| Port Aventura                              | Port Aventura | thumbnail RT2 | Altafulla - Tamarit              | L'Arboç                     |
| Serveis regionals de Rodalies de Catalunya |               |               |                                  |                             |
| Lleida Pirineus                            | Vila-seca     |               | Altafulla-Tamarit Torredembarra¹ | Barcelona-Estació de França |
| Reus Móra la Nova Flix Riba-roja d'Ebre    | Vila-seca     |               | Altafulla-Tamarit Torredembarra¹ | Barcelona-Estació de França |
| Tortosa Vinaròs València-Nord              | Vila-seca     |               | Altafulla-Tamarit Torredembarra¹ | Barcelona-Estació de França |
| Casp Saragossa-Delicias Madrid-Chamartín   | Vila-seca     |               | Altafulla-Tamarit Torredembarra¹ | Barcelona-Estació de França |
| Port Aventura                              | Port Aventura |               | terminal Altafulla - Tamarit     | Barcelona-Estació de França |

1. Alguns regionals no efectuen parada a Altafulla-Tamarit sent la següent o anterior Torredembarra.

Llarga Distància de Renfe
| Tipus de Tren           | <<              | >>                             | Principals parades intermèdies | Observacions                                                                          |
| ----------------------- | --------------- | ------------------------------ | --- | ------------------------------------------------------------------------------------- |
| Intercity               | Barcelona-Sants | València-Nord Alacant-Terminal | Cambrils · L'Aldea-Amposta · Vinaròs · Castelló de la Plana · València-Nord | 1 tren diari per a cada capçalera                                                     |
| Intercity               | Barcelona-Sants | Múrcia del Carmen              | Cambrils · L'Aldea-Amposta · Vinaròs · Castelló de la Plana · València-Nord · Xàtiva · Alacant-Terminal · Elx-Parc | 1 tren diari                                                                          |
| Intercity               | Barcelona-Sants | Cartagena                      | Cambrils · L'Aldea-Amposta · Vinaròs · Castelló de la Plana · València-Nord · Xàtiva · Alacant-Terminal · Elx-Parc · Múrcia del Carmen | 1 tren diari                                                                          |
| Intercity               | Barcelona-Sants | Lorca-Sutullena                | Cambrils · L'Aldea-Amposta · Vinaròs · Castelló de la Plana · València-Nord · Xàtiva · Alacant-Terminal · Elx-Parc · Múrcia del Carmen | 1 tren diari                                                                          |
| Intercity Torre del Oro | Barcelona-Sants | Sevilla-Santa Justa            | Cambrils · L'Aldea-Amposta · Vinaròs · Benicarló-Peníscola · Castelló de la Plana · València-Nord · Xàtiva · Albacete · Villarrobledo · Socuellamos · Alcázar de San Juan · Manzanares · Valdepeñas· Vilches · Linares-Baeza · Còrdova Central · Montilla · Puente Genil · Bobadilla | Circulen junts fins a Còrdova Central. Enllaç amb trens a Badajoz, Granada i Almeria. |

## Galeria d'imatges

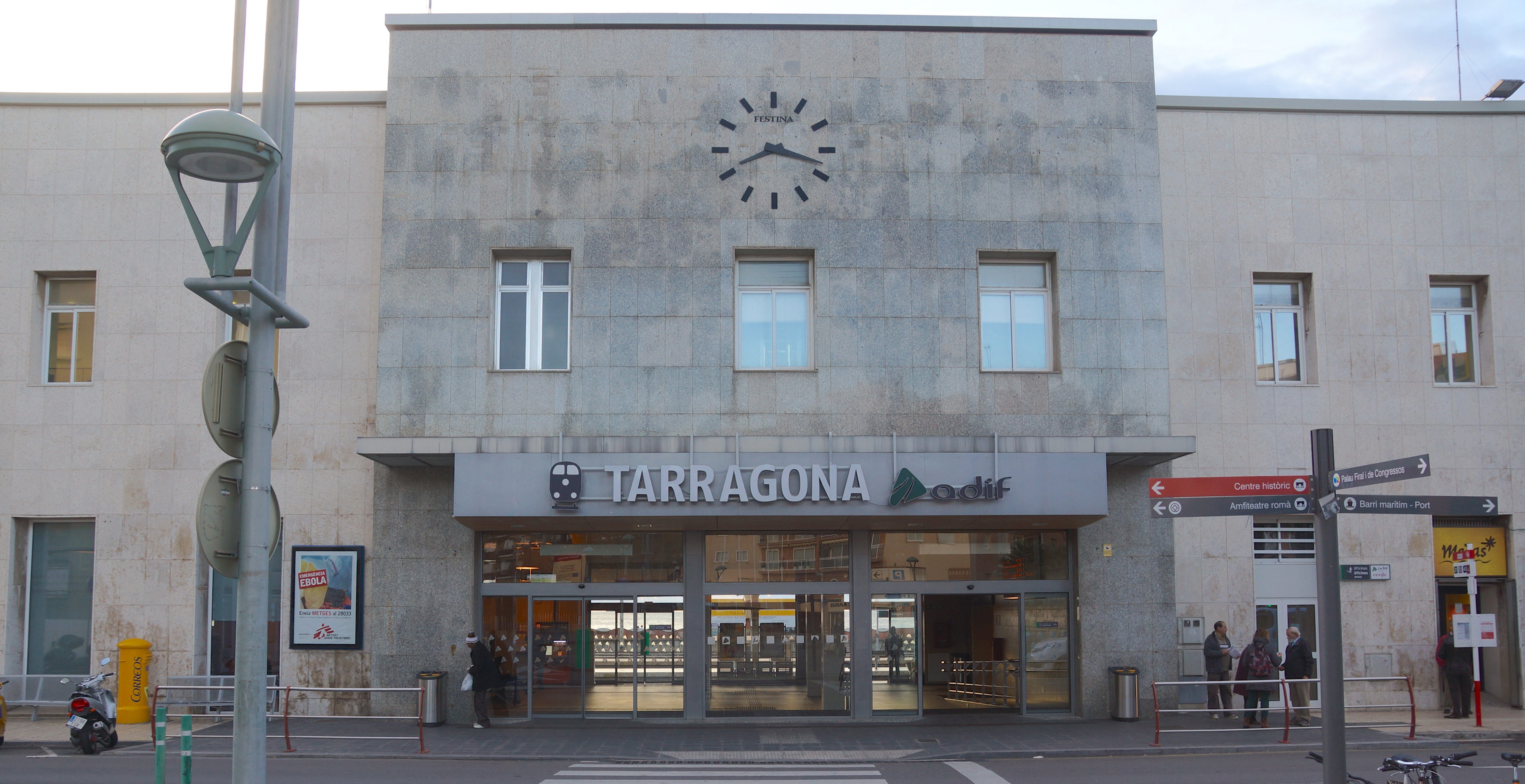
Entrada a l'estació
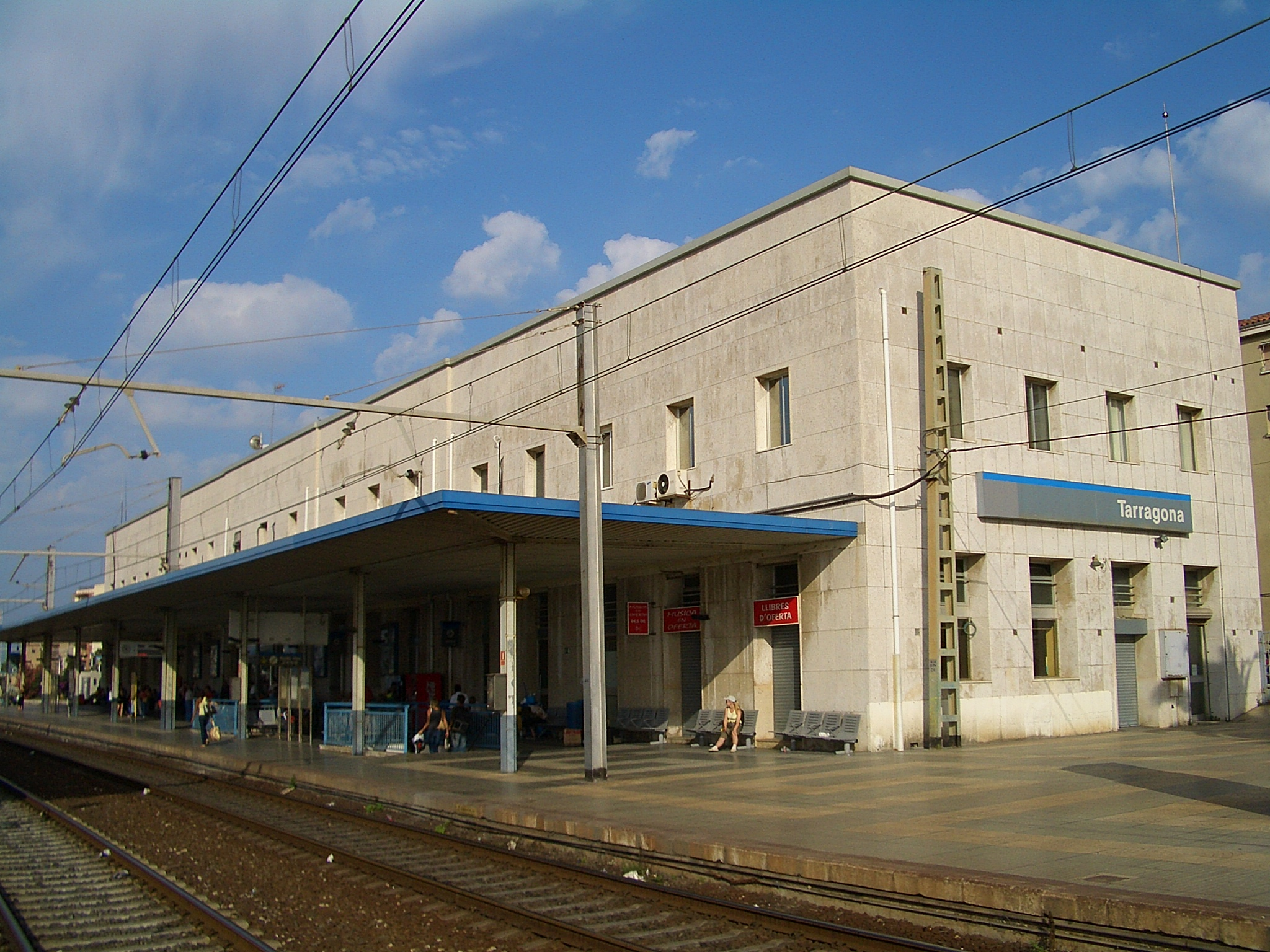
L'edifici de viatgers que data del 1994
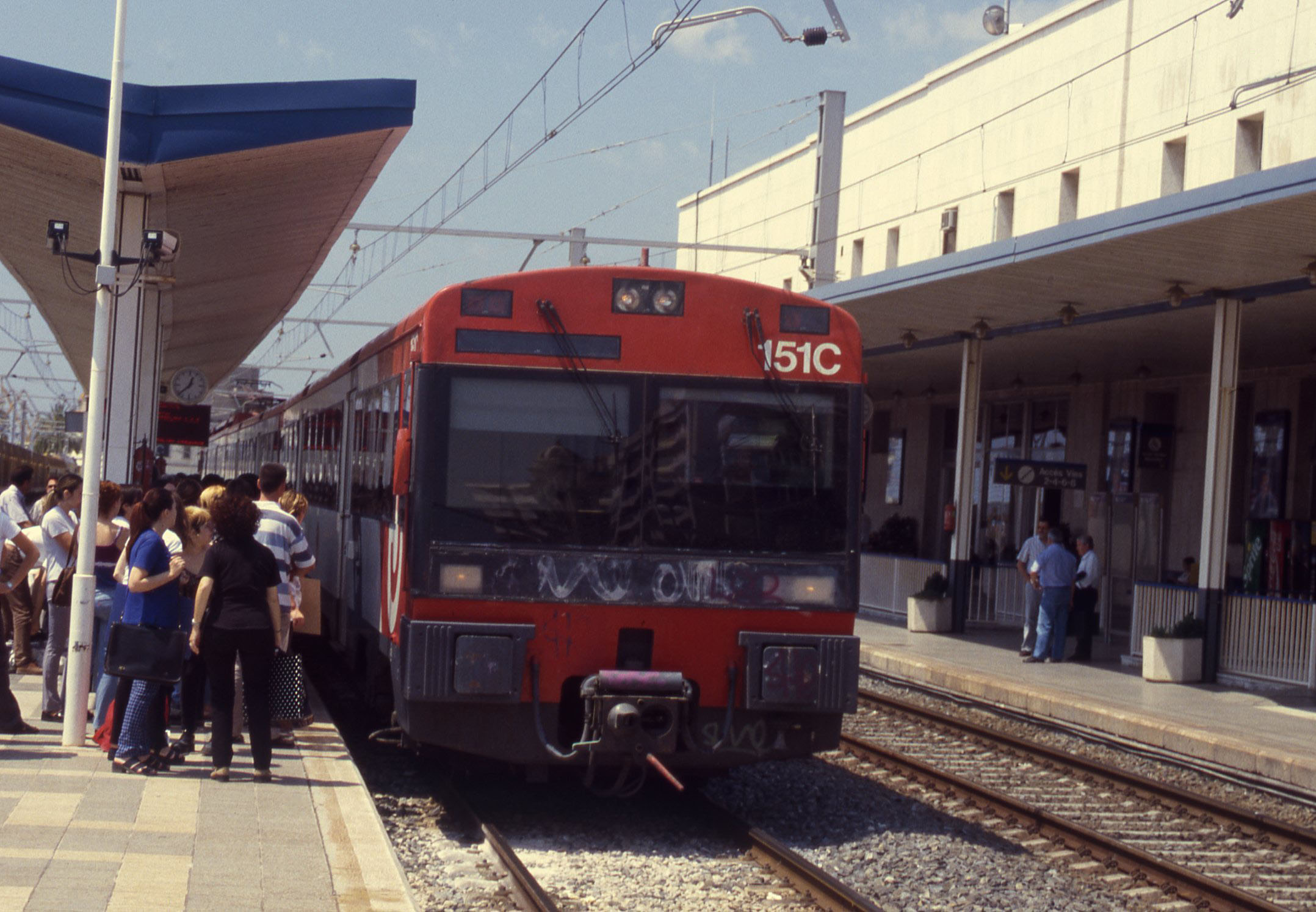
Unitat 440 en servei regional a l'estació el 1999
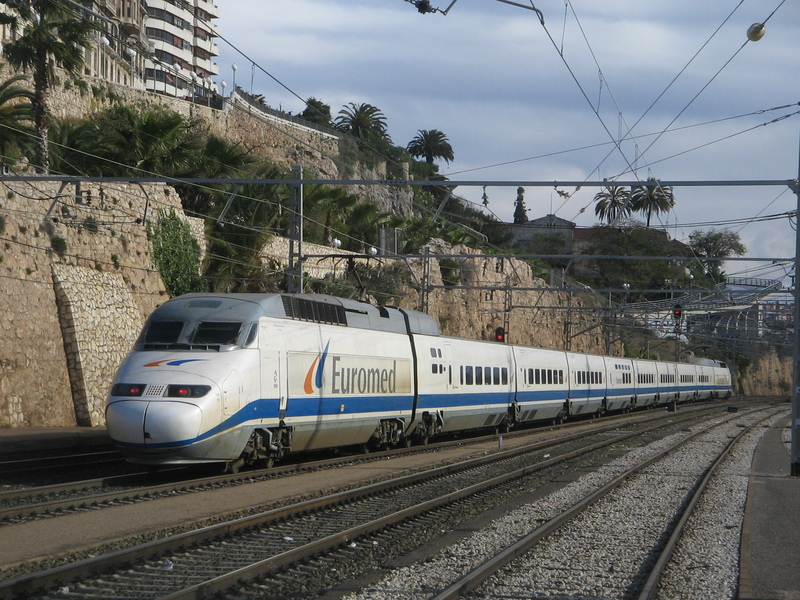
Unitat 101 en servei Euromed sortint de l'estació el 2005. Servei que es perdé el 2020.